# Le Maître de forges (film, 1948)
Pour les articles homonymes, voir Le Maître de forges (homonymie).
Pour plus de détails, voir Fiche technique et Distribution.
Le Maître de forges est un film français réalisé par Fernand Rivers tourné en 1947 et sorti en 1948.
Tiré du roman du même titre de Georges Ohnet, le film a été tourné au cours de l'année 1947 en partie à Tamaris, un quartier populaire et industrieux de la ville d'Alès (Gard). Il est sorti en salles le 17 mars 1948.
Les scènes de métallurgie ont été filmées au sein de l'ancienne Compagnie des mines, fonderies et forges d'Alais alors dirigée par Monsieur Chabert et dont le Président Directeur Général et propriétaire était le baron Reille. Le tombeau de ce dernier et de son épouse est visible au vieux cimetière de ce quartier de la ville.
Le film n'eut pas le succès espéré par les figurants de l'usine qui participèrent au tournage car il ne montra pas les aspects de la vie particulièrement difficile des métallurgistes de l'époque.
Ce film est un remake du film déjà réalisé par Fernand Rivers en 1933 : Le Maître de forges, comme celui-ci, tiré du roman Le Maître de forges de Georges Ohnet, publié en 1882. La toute première version, avec ce même titre, est celle d'Henri Pouctal, sortie en 1912.

## Synopsis
Philippe Derblay (Jean Chevrier) est maître de forges, propriétaire d'une usine, voisine du château de la marquise de Beaulieu (Jeanne Provost). Il est amoureux de Claire de Beaulieu (Hélène Perdrière), sa fille, mais celle-ci est fiancée au duc de Bligny (François Richard) qui se ruine au jeu. Lorsque ce dernier apprend que la marquise est elle-même ruinée, il rompt ses fiançailles pour épouser Athénaïs Moulinet (Luce Feyrer), la fille d'un nouveau riche.
Par dépit, la fière Claire de Beaulieu se marie avec Philippe Derblay qu'elle n'aime pas. Le mariage n'est pas consommé. Pour éviter le scandale, le maître de forges fait bonne figure et n'envisage pas d'annuler son mariage. Au cours d'une réception chez lui, il est obligé de renvoyer devant tout le monde Athénaïs et le duc à la demande de Claire car celle-ci soupçonne Athénaïs de flirter avec son mari. C'est alors qu'elle comprend qu'elle l'aime. Le dénouement a lieu au cours d'une scène qui aurait pu sombrer dans le tragique.

## Fiche technique
Sauf indication contraire, les informations mentionnées dans cette section peuvent être confirmées par la base de données cinématographiques IMDb,  présente dans la section « Liens externes ».
- Titre : Le Maître de forges
- Réalisateur : Fernand Rivers, assisté de René Delacroix
- Scénario : Georges Ohnet auteur du roman
- Dialogues : Fernand Rivers
- Photographie : Jean Bachelet
- Montage : Yvonne Martin
- Musique : Henri Verdun
- Décors : René Renoux, Robert Giordani
- Producteur : Fernand Rivers
- Société de production : Les Films Fernand Rivers
- Pays de production :  France
- Langue : Français
- Format : Noir et blanc — 35 mm — 1,37:1 — Son : Mono
- Genre : Film dramatique
- Durée : 90 minutes (1 h 30)
- Date de sortie :	
  - France : 17 mars 1948

## Distribution
- Hélène Perdrière -  Claire de Beaulieu
- Jean Chevrier -  Philippe Derblay, le maître de forges
- Jeanne Provost -  la marquise de Beaulieu
- Luce Feyrer -  Athénaïs Moulinet
- Marcel Vallée -  Moulinet
- François Richard -  le duc de Bligny
- Jean-Pierre Méry - Jean de Beaulieu
- Catherine Marshall - Suzanne Derblay
- Huguette Vergne - Simone, baronne de Préfonds
- Camille Guérini - Camille, baron de Préfonds
- Serge Grave - l'ouvrier maladroit